# Svarthakad honungsfågel
Svarthakad honungsfågel (Melithreptus gularis) är en fågel i familjen honungsfåglar inom ordningen tättingar.

## Utseende och läte
Svarthakad honungsfågel är en medelstor honungsfågel med svart huva och en mycken liten fläck på hakan som gett den dess namn. De båda underarterna skiljer sig tydligt åt i utseende, där fåglar i sydösstra Australien har olivgrön rygg och blå bar hud runt ögat. De i norra Australien har i stället guldgul rygg och gulgrön hud i ansiktet. Lätet består av ett högljutt och insektslikt "chir chir chir chir".

## Utbredning och systematik
Fågeln förekommer enbart i Australien. Den delas in i två underarter med följande utseende:
- Melithreptus gularis laetior – förekommer i norra Australien (från Pilbararegionen i Western Australia till Kap Yorkhalvön)
- Melithreptus gularis gularis - förekommer i sydöstra Australien (från ungefär Queensland till centrala Victoria och sydöstra South Australia)

Sedan 2016 urskiljer Birdlife International och naturvårdsunionen IUCN laetior som den egna arten "guldryggig honungsfågel".

## Status
IUCN bedömer hotstatus för underarterna (eller arterna) var för sig, båda som livskraftiga.